# 李綸 (北朝)
李纶（536年—575年1月13日），字毗罗，梁城郡泉洪县（今内蒙古自治区乌兰察布市凉城县）人，祖籍辽东郡襄平县（今辽宁省辽阳市）人，北周官员。

## 生平
李纶在兄弟之中最为知名，有文武兼备的才能。李纶作为功臣之子，年少时历任显要的官职，最初封封安宁县开国侯，出任司门下大夫，转兼任小吏部下大夫，又正式出任小吏部下大夫，历任车骑大将军、开府仪同三司、工部中大夫、納言、司会中大夫、计部中大夫、司宗中大夫，封河阳郡开国公，作为使者出使北齐。建德三年十二月十六日（575年1月13日），李纶在私人住宅中去世，虚岁四十，周武帝诏令赠予洛凤兴三州诸军事、三州刺史、使持节、骠骑大将军、开府仪同三司、大都督、河阳郡开国公如故。建德四年岁在乙未正月丁巳朔廿八日甲申（575年2月24日），葬于三原县浊谷原。

## 家庭

### 曾祖
- 李贵，开府仪同三司[1]

### 祖父
- 李永，镇西将军，凉州刺史，河阳郡公[1]

### 父亲
- 李弼，北周太师、赵国武公[1]

### 兄弟姐妹
- 李曜，北周开府、邢国公
- 李晖，北周柱国、总管梁洋等十州诸军事、梁州刺史、魏国公
- 李衍，隋朝柱国、安州总管、真乡夙公
- 李晏，北周开府仪同三司、大将军、赵郡公
- 李椿，隋朝骠骑将军、开府仪同三司、河东郡公

### 夫人
- 河南宇文氏，北周持节、骠骑大将军、开府仪同三司、大都督、左卫将军、兼宗伯、徐州刺史、桑乾县开国伯宇文瑞长女，封建康郡君[4][5]，改封广业郡君[1]

### 子女
- 李长雅[1]
- 李善[1]
- 李敦[1]
- 李礼[1]

## 墓志铭
李纶墓志盖上书“周故河阳公徒何墓志”，为2002年初西安市公安局文物缉查二大队查获一盗卖文物案时收缴所得。

周故使持节骠骑大将军开府仪同三司大都督洛凤兴三州诸军事三州刺史河阳郡开国公徒何纶墓志文
君讳纶，字毗罗，梁城郡泉洪县人。系本高阳，祖于柱史，声雄赵北，气盖陇西。提汉卒而上兰山，驱燕丹而度易水，为天下之模楷，流孝于乡闾，旧史絪缊，于兹可略。曾祖贵，开府仪同三司，履道弘仁，秉心渊塞。祖永，镇西将军，凉州刺史，河阳郡公，醖藉闲雅，磊落英奇。父弼，太师赵国武公，玉色金声，公才公望，文以附众，武能威远。君高门重地，逸气冲天，且曰凤毛，是称龙种。初封安宁县开国侯，食邑一千户。除司门大夫，启闭从时，键苍斯授，转兼小吏部、迁正。虽叔仁连白，巨源密奏，海内倾心，未方兹日，除车骑大将军、开府仪同三司、工部、纳言、司会、治计部、司宗。建德三年十二月十六日薨于私第，春秋卌。初以魏大统十六年赐姓为徒何氏。诏赠洛凤兴三州诸军事、三州刺史、使持节、骠骑大将军，开府仪同三司、大都督、河阳郡开国公并如故，礼也。君生荣死哀，备陈徽典，出忠人孝，道冠彝章。详其年居诵日，早闻通理，岁在星终，便称颖脱，调高世表，韵拔常人。温润韶弘，英标秀举，显仁藏用，博见洽闻。片言可以折狱，半辞可以送远，岂□三军文武，才赡恙识，四方客刺，一门遍谈。入典枢机，详平慎密，历状清显，遗美去思。简而易从，约而难犯，坚贞不可干，峻厉无以夺。隐机省书，□占于百封；弯弧命中，妙穷于一叶。若乃帝王之术，□□之记，淋傥之荣，纵横之辞。笔散春华，文飞秋藻，虽苞罗精习，蓍有余姿。成诵在心，非留思虑，可谓风流名士，恂美具臣者焉。四年岁在乙未正月丁巳朔廿八日甲申，葬于三原县浊谷原。九京遥望，空想谋身，一顷赐田，长埋领袖。呜呼哀哉，乃为铭曰：
系自颛顼，源流伯阳，在秦则勇，居汉选良。蝉联冠盖，世挺珪璋，凉州推彀，留惠芬芳。太师论道，中朝令望，渊哉君子，惟德为基。择言择行，闻礼闻诗，知愉怀橘，荣迈推梨。学优就仕，俭让以之，高门有阅，严□委积。王日是禁，告予方容，或掌铨衡，□□靡僻。六工改制，时瞻水泽，宴允龙作，兼兹会计。尔有肆师，展□序祭，美见后思，才称多艺。载飞接手，麋兴射丽，芒芒墋黩，滔滔阅流。福兮已倚，生兮信浮，一从丹幕，长归白揪。山台行夜，泉馆方幽，月踰既及，日远届庶。旌麾空引，容卫虚陈，早风开冻，轻云应春。闻寥原野，终悲悊人。
□妻，广业郡君宇文，世子元、次子善、次子敦，次子礼。